# Symphysanodon
Symphysanodon is een geslacht van straalvinnige vissen uit de familie van symphysanodonten (Symphysanodontidae). Het geslacht is voor het eerst wetenschappelijk beschreven in 1878 door Bleeker.

## Soorten
- Symphysanodon andersoni Kotthaus, 1974
- Symphysanodon berryi Anderson, 1970
- Symphysanodon disii Khalaf & Krupp, 2008
- Symphysanodon katayamai Anderson, 1970
- Symphysanodon maunaloae Anderson, 1970
- Symphysanodon mona Anderson & Springer, 2005
- Symphysanodon octoactinus Anderson, 1970
- Symphysanodon parini Anderson & Springer, 2005
- Symphysanodon pitondelafournaisei Quero, Sptiz & Vayne, 2009
- Symphysanodon rhax Anderson & Springer, 2005
- Symphysanodon typus Bleeker, 1878
- Symphysanodon xanthopterygion Anderson & Bineesh, 2011